# Marc Heitmeier
Marc Heitmeier (Dortmund, 18 marzo 1985) è un ex calciatore tedesco, di ruolo difensore o centrocampista.